# Жумадильдаева, Наталья Васильевна
Наталья Васильевна Жумадильдаева (каз. Наталья Васильевна Жұмаділдаева; 29 марта 1965, Темиртау, Карагандинская область, Казахская ССР — 15 марта 2025, Астана, Казахстан) — казахстанский политический деятель, депутат Мажилиса парламента Казахстана VI созыва с 24 марта 2016 года по 2021 год и первый вице-министр просвещения с 14 сентября 2023 года и до момента смерти.

## Биография
Наталья Васильевна Жумадильдаева родилась 24 марта 1965 года в городе Темиртау Карагандинской области, по национальности мордовка.
В 1987 году окончила Мордовский государственный университет имени Н. П. Огарёва по специальности учитель французского языка и литературы.
С 1987 по 2013 годы учитель начальных классов средних школ гг. Кызылорда и Алматы, замдиректора и директор в средних школах г. Кызылорды.
С 2013 по 2015 годы замруководителя, методист горотдела образования, с 2015 по 2016 годы директор Дома школьников и молодежи города Кызылорды.
С 24 марта 2016 по 2021 год — депутат Мажилиса Парламента Республики Казахстан VІ созыва от Совета Ассамблеи народа Казахстана, член Комитета по социально-культурному развитию.
С 2021 по 2022 годы советник председателя правления АО «Назарбаев интеллектуальные школы», с 2022 по 2023 годы директор Департамента дошкольного образования Министерства просвещения, а с 14 сентября 2023 года и до момента смерти первый вице-министр просвещения. Скончалась 15 марта 2025 года, не дожив 2 недели до своего 60-летия.
Член Ассамблеи народа Казахстана, председатель Совета матерей Ассамблеи народа Казахстана Кызылординской области.

## Награды
- Медаль «За трудовое отличие» (Казахстан) (13 декабря 2016 года)[9]
- Медаль «25 лет независимости Республики Казахстан» (13 декабря 2016 года)[10]
- Медаль «20 лет Ассамблеи народа Казахстана» (2015)
- Педагогический нагрудный знак «Ыбырай Алтынсарин» — за значительные достижения в реализации программ организации и совершенствования образовательного и воспитательного процесса.
- Медаль «Единства народа Казахстана» («Бірлік»)
- Орден «Курмет» (2024);[8]